# Klutajny
Klutajny (deutsch Klotainen) ist ein Dorf in der polnischen Woiwodschaft Ermland-Masuren. Es gehört zur Gmina Kiwity (Landgemeinde Kiwitten) im Powiat Lidzbarski (Kreis Heilsberg).

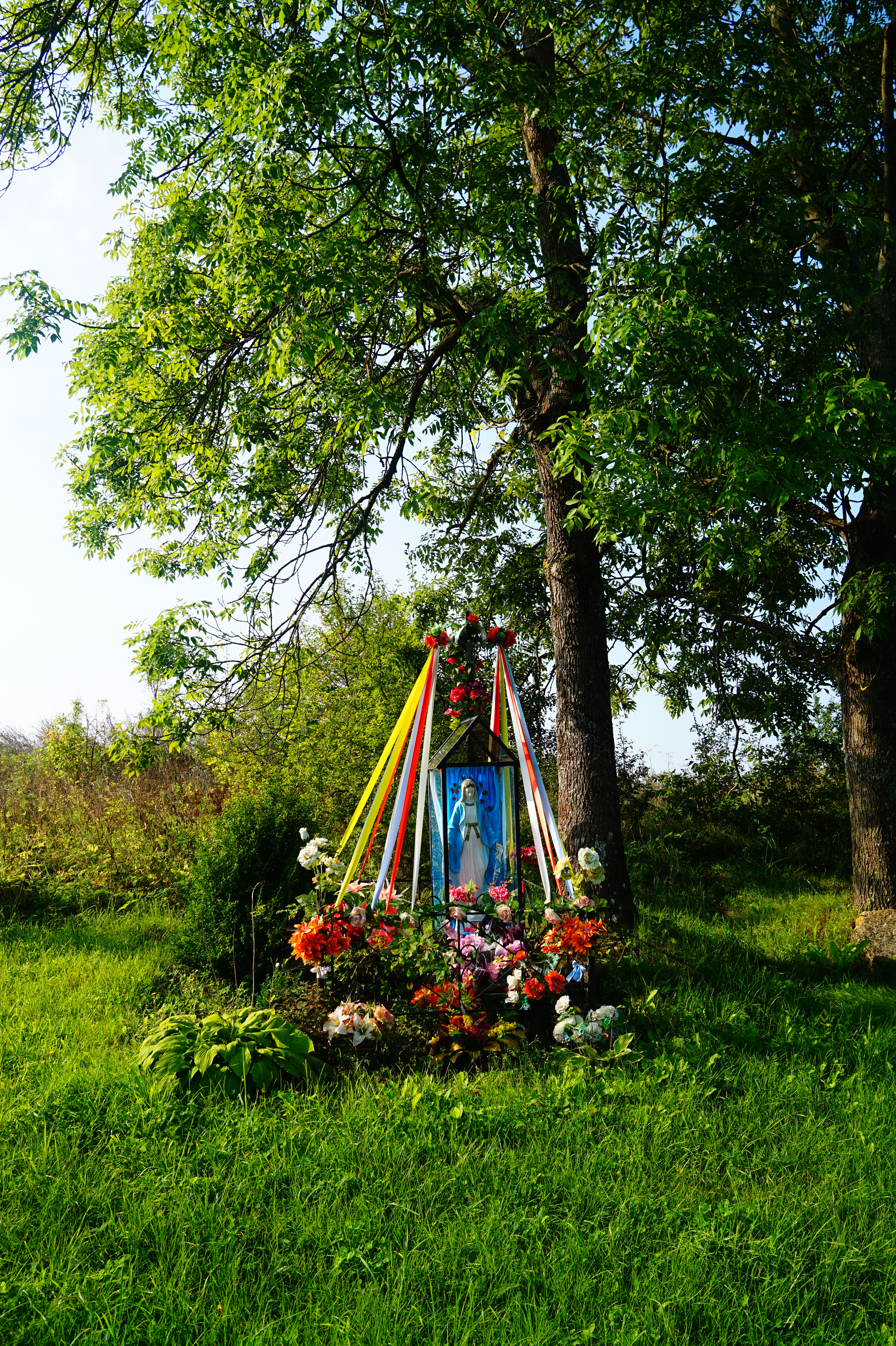
Bildstock in Klutajny

## Geographische Lage
Klutajny liegt am Ostufer des Simser Sees (polnisch Jezioro Symsar) im nördlichen Westen der Woiwodschaft Ermland-Masuren, neun Kilometer südöstlich der Kreisstadt Lidzbark Warmiński (Heilsberg).

## Geschichte
Zu dem einstmaligen Dorf Kloteinen, das sich nach 1785 Klothainen und nach 1871 Klotainen schrieb, gehörte das am Nordwestrand gelegene Gut Adlig Klothainen, das sich nach 1871 – wie das Dorf – Klotainen nannte. Beide Kommunen wurden 1874 in den zum ostpreußischen Kreis Heilsberg gehörenden neu errichteten  Amtsbezirk Siegfriedswalde (polnisch Kiwity) eingegliedert: als Landgemeinde Klotainen und als Gutsbezirk Klotainen.
287 Einwohner lebten im Jahre 1910 in Klotainen: 144 im Dorf und 143 im Gut. Zum Gutsbezirk gehörte das Vorwerk Lisettenhof (polnisch Gościechowo) mit seinerzeit 62 Einwohnern.
Am 30. September 1928 verlor der Gutsbezirk Klotainen seine Eigenständigkeit und wurde mit der Landgemeinde Klotainen zu eine Gemeinde vereinigt. Die Einwohnerzahl dieser neu geformten Gemeinde belief sich im Jahre 1933 auf 231 und im Jahre 1939 auf 236.
Als 1945 in Kriegsfolge das gesamte südliche Ostpreußen an Polen abgetreten wurde, erhielt Klotainen die polnische Namensform „Klutajny“. Der Ort ist heute eine Ortschaft im Verbund der Gmina Kiwity (Landgemeinde Kiwitten) im Powiat Lidzbarski (Kreis Heilsberg), von 1975 bis 1998 der Woiwodschaft Olsztyn, seither der Woiwodschaft Ermland-Masuren zugehörig.

## Religion
Dorf und Gut Klotainen gehörten vor 1945 zur römisch-katholischen Pfarrei Siegfriedswalde (polnisch Żegoty), zu der Klutajny auch heute noch gehört.
Klotainen war bis 1945 auch in die evangelische Kirche Heilsberg eingegliedert, die zur Kirchenprovinz Ostpreußen der Kirche der Altpreußischen Union gehörte. Jetzt ist Klutajny der Diözese Masuren der Evangelisch-Augsburgischen Kirche in Polen zugeordnet.

## Verkehr
Klutajny liegt an einer parallel zum Flüsschen Simser (polnisch Symsarna) verlaufenden Nebenstraße, die die Stadt Lidzbark Warmiński (Heilsberg) an der Woiwodschaftsstraße 513 mit Wójtówko (Voigtshof) an der Woiwodschaftsstraße 593 verbindet und über Żegoty (Siegfriedswalde) führt.
Klutajny hat keinen Bahnanschluss. Von 1901 bis 1996 war Tollnigk resp. Tolniki Wielkie die nächste Bahnstation und lag an der inzwischen nicht mehr existierenden Bahnstrecke (Niedersee–) Rothfließ–Heilsberg–Zinten (–Königsberg).